# Agatèmer
|  | No s'ha de confondre amb Claudi Agatèmer. |

Agatèmer (grec antic: Ἀγαθήμερος, Agathémeros, llatí: Agathemerus) fou un escriptor grec, fill d'Ortó, que va escriure una petita obra en dos volums sobre geografia dirigida al seu deixeble Filó i titulada τῆς γεωγραφίας ὑποτυπώσεις ἐν ἐπιτομῆ ('Esbós de geografia en un epítom')
Segurament va viure a inicis del segle iii i sens dubte després de Claudi Ptolemeu, qui el cita diverses vegades, i abans que Bizanci canviés el nom per Constantinoble l'any 330, car només l'anomena Bizanci, «l'antiga ciutat».
La seva obra, actualment perduda, es conserva principalment en diversos extractes de Ptolemeu i d'altres escriptors anteriors. Plini diu que una part de l'obra d'Agatèmer es basava en la d'Artemidor d'Efes, i que en va fer una mena de compendi al primer llibre. Agatèmer fa una breu descripció de les diverses paraules amb què els escriptors anteriors a ell designaven les parts de les terres, tracta de les divisions de la terra, els mars i les illes, els vents i la durada dels dies i estableix les distàncies entre les parts habitades del món, calculades en estadis.